# Placedo (Texas)
Placedo es un lugar designado por el censo ubicado en el condado de Victoria en el estado estadounidense de Texas. En el Censo de 2010 tenía una población de 692 habitantes y una densidad poblacional de 477,97 personas por km².

## Geografía
Placedo se encuentra ubicado en las coordenadas 28°41′31″N 96°49′33″O / 28.69194, -96.82583. Según la Oficina del Censo de los Estados Unidos, Placedo tiene una superficie total de 1.45 km², de la cual 1.45 km² corresponden a tierra firme y (0%) 0 km² es agua.

## Demografía
Según el censo de 2010, había 692 personas residiendo en Placedo. La densidad de población era de 477,97 hab./km². De los 692 habitantes, Placedo estaba compuesto por el 69.65% blancos, el 3.32% eran afroamericanos, el 0.14% eran amerindios, el 0% eran asiáticos, el 0% eran isleños del Pacífico, el 22.69% eran de otras razas y el 4.19% pertenecían a dos o más razas. Del total de la población el 74.42% eran hispanos o latinos de cualquier raza.